# Немченко Анна Романівна
Анна Романівна Немченко — старший солдат Збройних сил України, учасниця російсько-української війни, що відзначилась під час російського вторгнення на Україну в 2022 році. Брала участь в АТО на сході України.

## Нагороди
- орден «За мужність» III ступеня (2022) — за особисту мужність і самовіддані дії, виявлені у захисті державного суверенітету та територіальної цілісності України, вірність військовій присязі[1].
- медаль «За військову службу Україні» (2022) — за особисту мужність і самовіддані дії, виявлені у захисті державного суверенітету та територіальної цілісності України, вірність військовій присязі.